# Kloster Tejharuyk

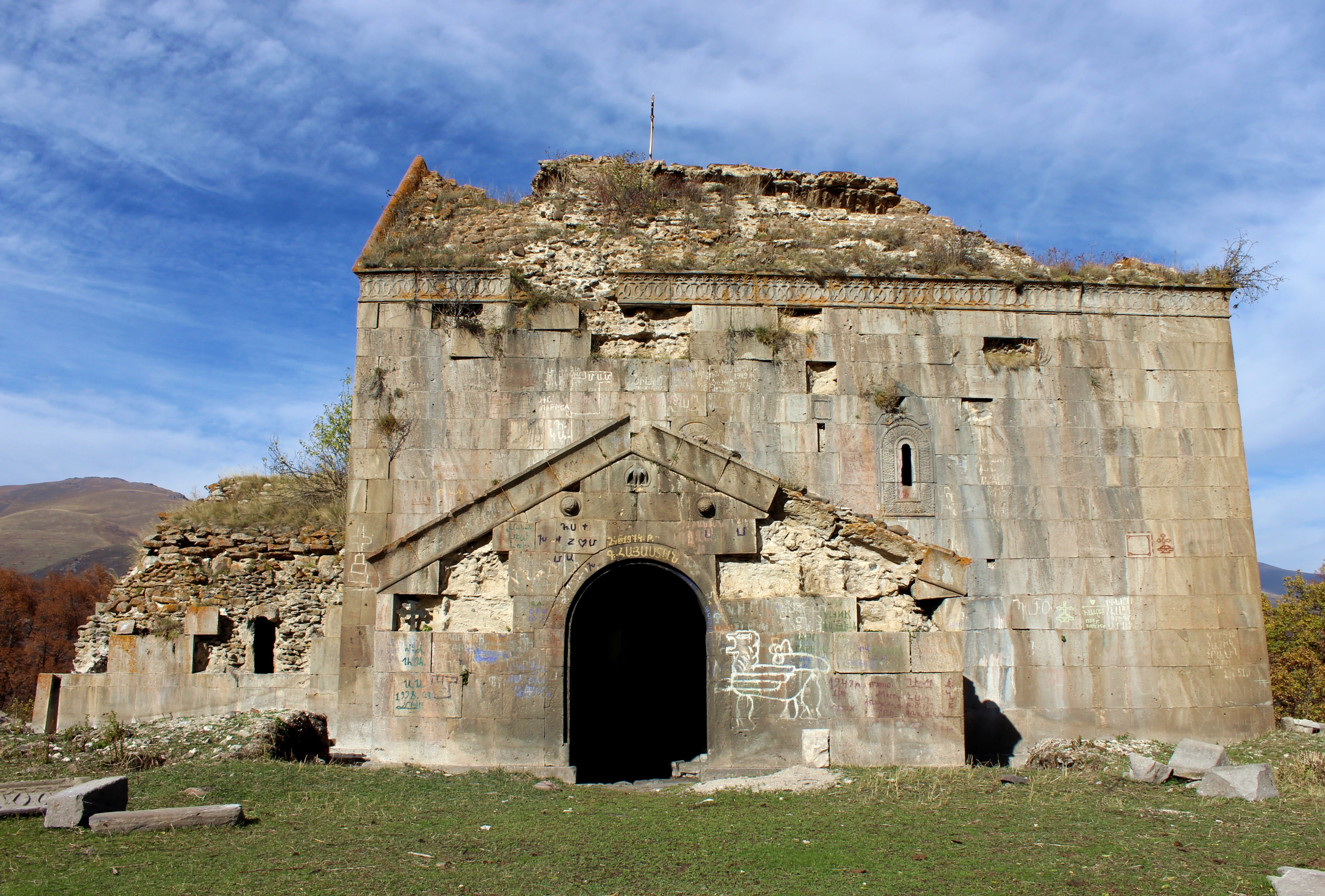
Kloster Tejharuyk

Das Kloster Tejharuyk (armenisch Թեժառույք, georgisch თეჟარუიქი, auch Kloster Taicharukhi oder Taicharkhavank genannt) ist ein ehemaliges Kloster der georgisch-orthodoxen Apostelkirche in der zentralarmenischen Provinz Kotajk. Gegründet wurde es im 12. Jahrhundert. Heute ist es verlassen und befindet sich im Eigentum des armenischen Staates. Das Amt für Denkmalschutz ist für den Schutz und die Erhaltung der relativ intakten Kirche und des Klosters, dessen Gebäude weitgehend zerstört sind, zuständig.

## Lage
Das Kloster liegt fünfzehn Kilometer nordwestlich der Stadt Hrazdan und unmittelbar südlich des Dorfes Meghradzor, das mit seinen 2.500 Einwohnern größer ist als andere Dörfer in der Region. Dort steht das Kloster auf einem bewaldeten Berg oberhalb des rechten Ufers des Flusses Marmarik.

## Baubeschreibung und Geschichte

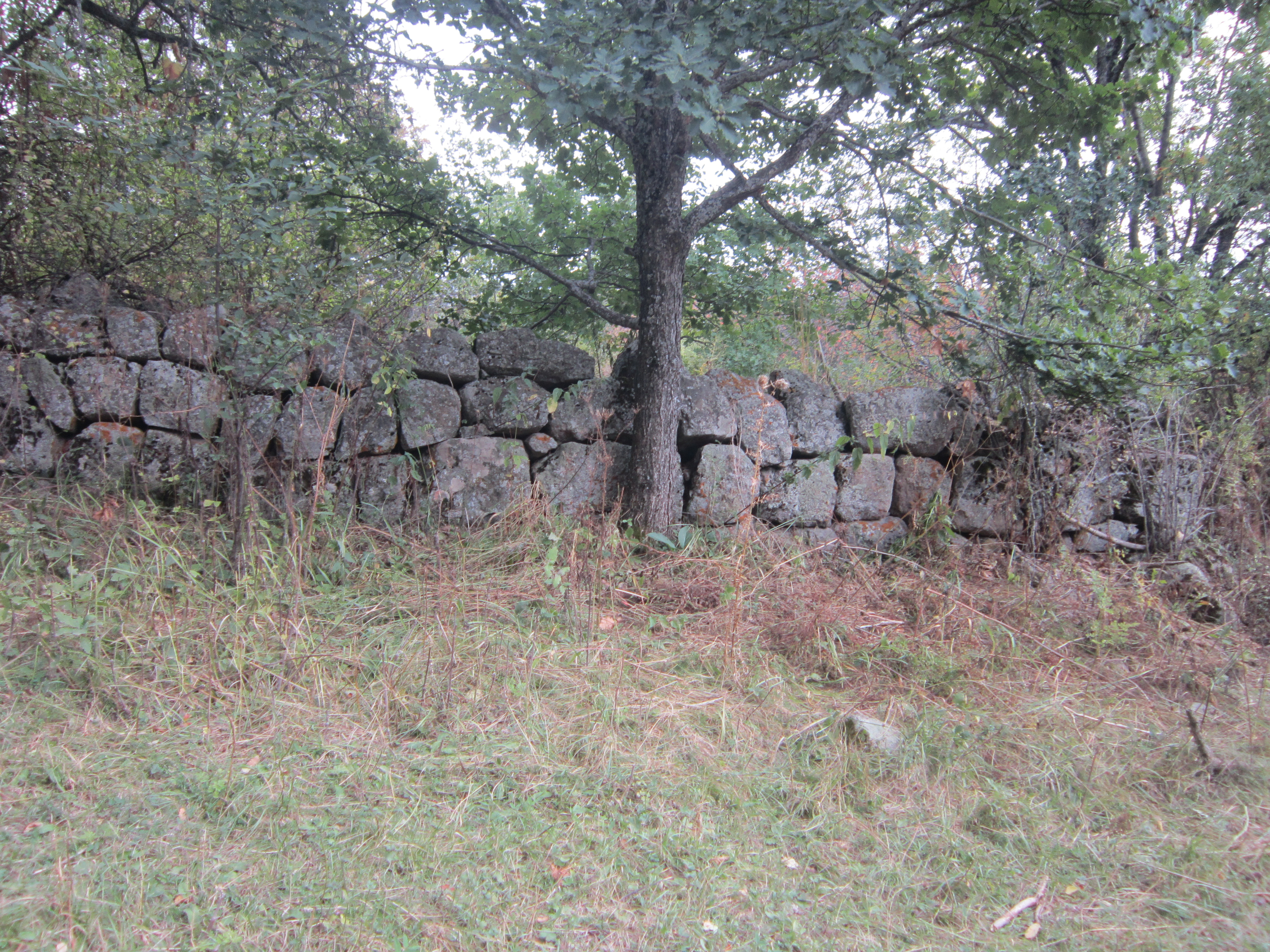
Reste der Umfassungsmauer

Obwohl der historische Name des Komplexes Tejharuyk ist, wird er von den Dorfbewohnern und Pilgern Kloster Taicharukhi oder Taicharkhavank genannt. Der chalkedonische (georgische orthodoxe) Klosterkomplex besteht aus einer Kirche, zwei Kapellen und einem Gawit. Ursprünglich war er komplett mit einer Mauer umgeben, die heute nur noch in Teilen erhalten ist.
Gemäß einer in georgischer Sprache verfassten Inschrift an der Südfassade ließ Ivane Zakarian die Hauptkirche von 1196 bis 1199 erbauen. Ivane und sein Bruder Zakare waren Großwesire am Hofe der georgischen Königin Tamar und die Oberbefehlshaber der armenisch-georgischen Armee, die in den 1190er Jahren gegen die Seldschuken kämpfte. Dabei eroberten sie den größten Teil Armeniens und herrschten dort vom 12. bis zum 14. Jahrhundert als georgische Vasallen.
Die Hauptkirche ist eine einschiffige Kirche mit einer halbrunden Apsis. Beiderseits der Apsis gibt es Seitenkapellen. Über eine Treppe an der rechten Seite des Kirchenraumes gelangt man zur Kuppel. Zwei weitere Seitenkapellen sind der Kirche im Süden und Norden vorgebaut. Der Glockenturm grenzt westlich an das Kirchenschiff. Im Inneren sowie im vorgebauten Gawit birgt die Kirche mehrere Gräber zakaridischer Vasallen.
Heute gibt es keine Gottesdienste mehr im Kloster, obwohl Pilger die Kirche häufig aufsuchen und Einheimische zu christlichen Feiertagen in die Kirche gehen, um Kerzen anzuzünden und zu beten. Einige binden traditionell ein Band an den „Baum der Träume“. Die Gebäude verfallen langsam. Vor allem das Dach ist beschädigt, so dass Regen in das Gebäude gelangt.

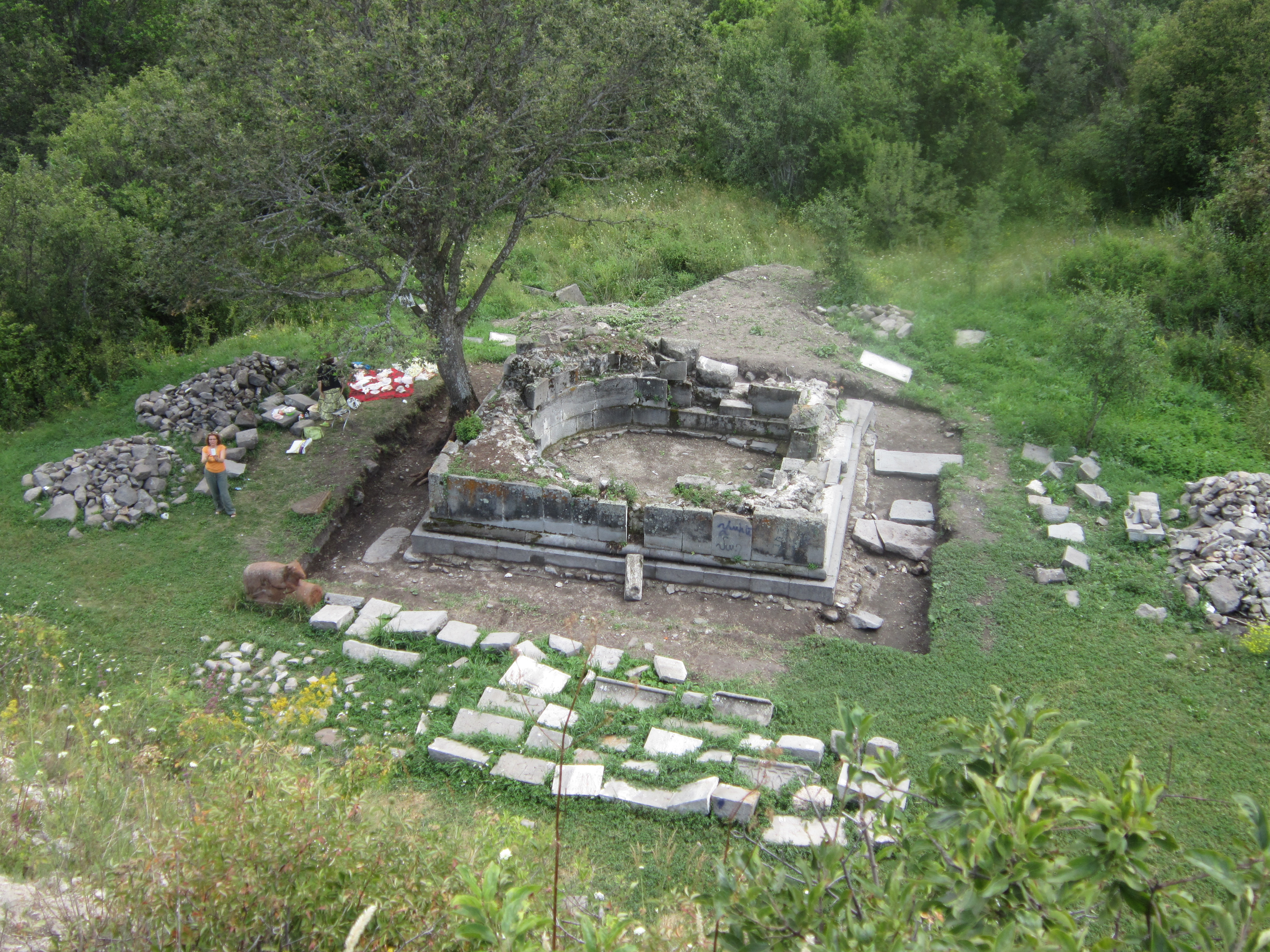
Die Grundmauern der Kapelle

Wenige Meter von der Kirche entfernt blieben die Grundmauern einer kleinen Kapelle, die aus einem einzigen Raum mit Apsis bestand, erhalten.